# Collection d’études musicologiques
Collection d’études musicologiques bzw. Sammlung musikwissenschaftlicher Abhandlungen (ISSN 0081-7228) ist eine ab 1928 von Paul Nef als zweisprachige Reihe herausgegebene musikwissenschaftliche monographische Schriftenreihe. Sie erscheint seit 1930 (bis Band 29, 1939) bzw. in der Fortsetzung seit 1948. Sie erschien zunächst in Strasbourg und Baden-Baden bei Heitz (teils) und dann in Baden-Baden und Bouxwiller im Verlag Valentin Koerner. Das folgende Verzeichnis erhebt keinen Anspruch auf Aktualität oder Vollständigkeit:

## Übersicht
- 1 André Pirro: La Musique à Paris sous le règne de Charles VI (1380–1422). Strassburg : Heitz & Cie 1930
- 2 Paul Sieber: Johann Friedrich Reichardt als Musikästhetiker. Seine Anschauungen über Wesen und Wirkung der Musik. Neudruck 1971. VI, 138 Seiten. ISBN 978-3-87320-502-4
- 3 Werner Lüthy: Mozart und die Tonartencharakteristik. Neudruck 1974. iv, 92 Seiten. ISBN 978-3-87320-503-1
- 4 Karl Schubert: Spontinis italienische Schule. Mit einer Musiknotenbeilage. 2. Auflage 1983. (6), 226 Seiten. ISBN 978-3-87320-504-8
- 5 Kathi Meyer-Baer: Bedeutung und Wesen der Musik. Der Bedeutungswandel der Musik. 2. Auflage 1975. (10), 270 Seiten, 1 Notenbeilage. ISBN 978-3-87320-505-5
- 6 Karl Gustav Fellerer: Beiträge zur Choralbegleitung und Choralverarbeitung in der Orgelmusik des ausgehenden 18. und beginnenden 19. Jahrhunderts. Mit einer Musiknotenbeilage. 2. Auflage 1980. x, 134 Seiten. ISBN 978-3-87320-506-2
- 7 Elisabeth Hegar: Die Anfänge der neueren Musikgeschichtsschreibung um 1770 bei Gerbert, Burney und Hawkins. Neudruck 1974. iv, 88 Seiten. ISBN 978-3-87320-507-9
- 8 Gerhard Pinthus: Das Konzertleben in Deutschland. Ein Abriss seiner Entwicklung bis zum Beginn des 19. Jahrhunderts. Neudruck 1977. 164 Seiten. ISBN 978-3-87320-508-6
- 9 Joseph Saam: Zur Geschichte des Klavierquartetts bis in die Romantik. Neudruck 1977. iv, 174 Seiten. ISBN 978-3-87320-509-3
- 10 Gottfried Müller: Daniel Steibelt. Sein Leben und seine Klavierwerke. Neudruck 1973. 112 Seiten, 1 Porträt, 47 Notenbeispiele. ISBN 978-3-87320-510-9
- 11 Fred Hamel: Die Psalmkompositionen Johann Rosenmüllers. Mit einem Anhang. Neudruck 1973. (10), 128 Seiten. ISBN 978-3-87320-511-6
- 12 Liselotte Krüger: Die hamburgische Musikorganisation im 17. Jahrhundert. 2. Auflage 1981. viii, 276 Seiten. ISBN 978-3-87320-512-3
- 13 Johannes C. Hol: Horatio Vecchis weltliche Werke. Mit einem musikalischen Anhang, bis jetzt unveröffentlichte Kompositionen enthaltend. Neudruck 1974. iv 92 Seiten. ISBN 978-3-87320-513-0
- 14 Ewald Jammers: Das Karlsoffizium »Regali natus«. Einführung, Text und Übertragung in moderne Notenschrift. 2. Auflage 1984. iv, 114, 50 Seiten. ISBN 978-3-87320-514-7
- 15/27 	Ernst Georg Wolff: Grundlagen der autonomen Musikästhetik. 2. Auflage 1976. iv, 388 Seiten, Notenanhang. ISBN 978-3-87320-527-7
- 15/27 	Ernst Georg Wolff: Grundlagen der autonomen Musikästhetik. 2. Auflage 1976. iv, 388 Seiten, Notenanhang. ISBN 978-3-87320-527-7
- 16 Max F. Schneider: Beiträge zu einer Anleitung Clavichord und Cembalo zu spielen. Neudruck 1974. vi, 118 Seiten, 5 Abbildungen auf Tafeln. ISBN 978-3-87320-516-1
- 17 Ch. S. Keh: Die koreanische Musik. Einführung und Besprechung von 17 zum ersten Mal in die europäische Notenschrift übertragenen Kompositionen. Neudruck 1972. 78 & 18 Seiten, 17 Notenbeispiele. ISBN 978-3-87320-517-8
- 19 Andreas Liess: Claude Debussy. Das Werk im Zeitbild. 2., verbesserte Auflage 1978. xii, 430 Seiten. ISBN 978-3-87320-519-2
- 20 Édouard Fallet: La vie musicale au pays de Neuchâtel du XIIIe à la fin du XVIIIe siècle. Contribution à l'histoire de la musique en Suisse. 1936. Réimpression anastatique 1981. VIII, 326 pages. ISBN 978-3-87320-520-8
- 21 Manfred Bukofzer: Geschichte des englischen Diskants und des Fauxbourdons nach den theoretischen Quellen. Neudruck 1973. (4), 164, 20, (4) Seiten. Mit zahlreichen Notenbeispielen. ISBN 978-3-87320-521-5
- 22 Erna Dannemann: Die spätgotische Musiktradition in Frankreich und Burgund vor dem Auftreten Guillaume Dufays. Neudruck 1973. 140 Seiten. ISBN 978-3-87320-522-2
- 24 Willi Apel: Accidentien und Tonalität in den Musikdenkmälern des 15. und 16. Jahrhunderts. Mit Notenanhang. 2., vermehrte Auflage 1972. iv, 100 Seiten. ISBN 978-3-87320-524-6
- 25 Ewald Jammers: Der gregorianische Rhythmus. Antiphonale Studien mit einer Übertragung der Introitus- und Offiziumsantiphonen des 1. Tones. 2. Auflage 1981. (vi), 186 Seiten und 60 Seiten Notenanhang. ISBN 978-3-87320-525-3
- 26 Gerhard Albersheim: Zur Psychologie der Toneigenschaften, unter Berücksichtigung der »Zweikomponenten-Theorie« und der Vokalsystematik. 2., verbesserte Auflage 1975. (14), 378 Seiten. ISBN 978-3-87320-526-0
- 28 Hans Bartenstein: Hector Berlioz' Instrumentationskunst und ihre geschichtlichen Grundlagen. Ein Beitrag zur Geschichte des Orchesters. 2., erweiterte Auflage 1974. (8), 248 Seiten. ISBN 978-3-87320-528-4
- 29 Jeanne Marix: Histoire de la musique et des musiciens de la Cour de Bourgogne sous le règne de Philippe le Bon. Réimpression 1974. xxxii, 300 pages. ISBN 978-3-87320-529-1
- 30 Kurt von Fischer: Die Beziehungen von Form und Motiv in Beethovens Instrumentalwerken. 2., vermehrte Auflage 1972. XX, 280 Seiten. ISBN 978-3-87320-530-7
- 31 Ewald Jammers: Anfänge der abendländischen Musik. 1955. 188 Seiten, 112 Notenbeispiele. ISBN 978-3-87320-531-4
- 32 Arnold Schering: Humor, Heldentum, Tragik bei Beethoven. Über einige Grundsymbole der Tonsprache Beethovens. Mit einem Vorwort von Helmuth Osthoff. 1955. 82 Seiten, 198 Notenbeispiele. ISBN 978-3-87320-532-1
- 33 Francis W. Galpin: The Music of the Sumerians and their immediate successors, the Babylonians and Assyrians. Reprint 1972. XII, 128 pages, 18 plates. ISBN 978-3-87320-533-8
- 34 Hans Hickmann: Musicologie pharaonique. Études sur l'évolution de l'art musical dans l'Égypte ancienne. Réimpression 1987. 168 pages, 91 illustrations. ISBN 978-3-87320-534-5
- 35/39 	Erwin R. Jacobi: Die Entwicklung der Musiktheorie in England nach der Zeit von Jean-Philippe Rameau. Neudruck 1971. x, 226, (120) Seiten. ISBN 978-3-87320-539-0
- 35/39 	Erwin R. Jacobi: Die Entwicklung der Musiktheorie in England nach der Zeit von Jean-Philippe Rameau. Neudruck 1971. x, 226, (124) Seiten. ISBN 978-3-87320-539-0
- 36 Hans Fischer: Schallgeräte in Ozeanien. Bau und Spieltechnik, Verbreitung und Funktion. Neudruck 1974. 180 Seiten, 487 Abbildungen, 29 Tafeln. ISBN 978-3-87320-536-9
- 37 Hans Hickmann / Charles Grégoire Duc de Mecklenbourg: Catalogue d'enregistrements de musique folklorique égyptienne, précédé d'un rapport préliminaire sur les traces de l'art musical pharaonique dans la mélopée de la Vallée du Nil. 2e édition 1979. 80 pages, 116 figures. ISBN 978-3-87320-537-6
- 38 Horst Leuchtmann: Die musikalischen Wortausdeutungen in den Motetten des »Magnum Opus Musicum« von Orlando di Lasso. Neudruck 1972. 154 Seiten, 115 Notenbeispiele. ISBN 978-3-87320-538-3
- 42 Walter Kolneder: Die Solokonzertform bei Vivaldi. 1961. 88 Seiten, 85 Notenbeispiele. ISBN 978-3-87320-542-0
- 43 Wolfgang Laade: Die Struktur der korsischen Lamento-Melodik. Neudruck 1974. 128 Seiten, 12 Tabellen, 101 Notenbeispiele. ISBN 978-3-87320-543-7
- 44 Karl Heinz HOLLER: Giovanni Maria Bononcinis »Musico Prattico« in seiner Bedeutung für die musikalische Satzlehre des 17. Jahrhunderts. 1963. 162 Seiten. ISBN 978-3-87320-544-4
- 45 Carl Gregor Herzog zu Mecklenbourg / Waldemar Scheck: Die Theorie des Blues im modernen Jazz. Neudruck 1971. 132 Seiten, 64 Notenbeispiele und Themenanalysen, 2 Tabellen, Bibliographie und Auswahldiskographie. ISBN 978-3-87320-545-1
- 46 Carl Czerny: Erinnerungen aus meinem Leben. Herausgegeben und mit Anmerkungen versehen von Walter KOLNEDER. Mit Werkverzeichnis (ca. 1860). 1968. 80 Seiten. ISBN 978-3-87320-546-8
- 47 Richard G. Campbell: Zur Typologie der Schalenlanghalslaute. 1968. 152 Seiten, 81 Abbildungen, 13 Tabellen, 1 Verbreitungskarte. ISBN 978-3-87320-547-5
- 49 Carl Gregor Herzog zu Mecklenburg: International Jazz Bibliography. Jazz Books from 1919 to 1968. 1969. XX, 200 pages. ISBN 978-3-87320-549-9
- 50 Walter Kolneder: Georg Muffat zur Aufführungspraxis. 2. Auflage 1990. 130 Seiten, 10 Notenbeispiele, 14 Faksimiles. ISBN 978-3-87320-550-5
- 51 Wolfgang Laade: Gegenwartsfragen der Musik in Afrika und Asien. Eine grundlegende Bibliographie. 1971. 110 Seiten. ISBN 978-3-87320-551-2
- 52 Sabine Schutte: Der Ländler. Untersuchungen zur musikalischen Struktur ungeradtaktiger österreichischer Volkstänze. 1970. 160 Seiten, 84 Notenbeisopiele, 15 Tabellen. ISBN 978-3-87320-552-9
- 53 Joachim Matzner: Zur Systematik der Borduninstrumente. 1970. 124 Seiten, 8 Tabellen. ISBN 978-3-87320-553-6
- 54 Hans Günter Klein: Der Einfluß der vivaldischen Konzertform im Instrumentalwerk Johann Sebastian Bachs. Mit zahlreichen Notenbeispielen und Tabellen. 1970. 104 Seiten. ISBN 978-3-87320-554-3
- 55 Ellen HICKMANN: Musica instrumentalis. Studien zur Klassifikation des Musikinstrumentariums im Mittelalter. 1971. 140 Seiten. ISBN 978-3-87320-555-0
- 56 APFEL, Ernst: Zur Vor- und Frühgeschichte der Symphonie. Begriff, Wesen und Entwicklung vom Ensemble- zum Orchestersatz. 1972. 128 Seiten. ISBN 978-3-87320-556-7
- 57 Günther METZ: Melodische Polyphonie in der Zwölftonordnung. Studien zum Kontrapunkt Paul Hindemiths. 1976. 524 Seiten, 1041 Notenbeispiele. ISBN 978-3-87320-557-4
- 58 Wolfgang LAADE: Musik der Götter, Geister und Menschen. Die Musik in der mythischen, fabulierenden und historischen Überlieferung der Völker Afrikas, Nordasiens, Amerikas und Ozeaniens. Eine Quellensammlung. 1975. 344 Seiten, 28 Abbildungen. ISBN 978-3-87320-558-1
- 59 Giselher SCHUBERT: Schönbergs frühe Instrumentation. Untersuchungen zu den Gurreliedern, zu op. 5 und op. 8. 1975. 244 Seiten, 72 Notenbeispiele. ISBN 978-3-87320-559-8
- 60 Pieris ZARMAS: Studien zur Volksmusik Zyperns. 2. Auflage 1985. (8), 404 Seiten, 60 Notenbeispiele, 46 Abbildungen. ISBN 978-3-87320-560-4
- 61 Hans MUSCH: Costanzo Festa als Madrigalkomponist. 1977. 176 Seiten, 36 Notenbeispiele. ISBN 978-3-87320-561-1
- 62 Uri TOEPLITZ : Die Holzbläser in der Musik Mozarts und ihr Verhältnis zur Tonartwahl. 1978. 224 Seiten, 46 Notenbeispiele. ISBN 978-3-87320-562-8
- 63 Carl Gregor Herzog zu MECKLENBURG: Stilformen des modernen Jazz. Vom Swing zum Free Jazz. Mit einer Diskographie von Manfred SCHEFFNER. 1979. 292 Seiten. ISBN 978-3-87320-563-5
- 64 Dorothea BAUMANN: Die dreistimmige italienische Lied-Satztechnik im Trecento. 1979. 140 Seiten, 118 Notenbeispiele und Tabellen. ISBN 978-3-87320-564-2
- 65 Ernst H. FLAMMER: Politisch engagierte Musik als kompositorisches Problem, dargestellt am Beispiel von Luigi Nono und Hans Werner Henze. 1981. 336 Seiten, 84 Notenbeispiele. ISBN 978-3-87320-565-9
- 66 Karl Gustav FELLERER: Palestrina-Studien. 1982. 386 Seiten, 265 Notenbeispiele. ISBN 978-3-87320-566-6
- 67 Carl Gregor Herzog zu MECKLENBURG: International Bibliography of Jazz Books. Compiled with the assistance of Norbert RUECKER. I: 1921–1949. 1983. 108 Seiten. ISBN 978-3-87320-567-3. Bände I & II: Cf N° 49 & N° 76.
- 68 Regula PUSKÁS: Die mittelalterlichen Mettenresponsorien der Klosterkirche Rheinau. Studien zum Antiphonar in HS Zentralbibliothek Zürich Rh 28. 1984. 206 Seiten. ISBN 978-3-87320-568-0
- 69 Arthur GODEL: Schuberts letzte drei Klaviersonaten (D 958–960). Entstehungsgeschichte, Entwurf und Reinschriften, Werkanalyse. 1985. 304 Seiten, Notenbeispiele. ISBN 978-3-87320-569-7
- 70 Silvain GUIGNARD: Frédéric Chopins Walzer. Eine text- und stilkritische Studie. 1986. 328 Seiten, Noten, Tabellen, Kopien. ISBN 978-3-87320-570-3
- 71 Judith ROHR: E. T. A. Hoffmanns Theorie des musikalischen Dramas. Untersuchungen zum musikalischen Romantikbegriff im Umkreis der Leipziger Allgemeinen Musikalischen Zeitung. 1985. 296 Seiten. ISBN 978-3-87320-571-0
- 72 Ulrich ASPER: Aspekte zum Werden der deutschen Liedsätze in Johann Walters »Geistlichem Gesangbüchlein« (1524–1551). 1985. 196 Seiten, Notenbeispiele und Tabellen. ISBN 978-3-87320-572-7
- 73 Ulrich KONRAD: Otto Nicolai (1810–1849). Studien zu Leben und Werk. 1986. 452 Seiten, 1 Portrait, 68 Notenbeispiele, 1 Falttafel. ISBN 978-3-87320-573-4
- 74 Christian MEYER: Les mélodies des églises protestantes de langue allemande. Catalogue descriptif des sources et édition critique des mélodies. I: Les mélodies publiées à Strasbourg (1524–1547). 1987. 222 pages, musique notée. ISBN 978-3-87320-574-1
- 75 Paul PRÉVOST: Le prélude non mesuré pour clavecin (1650–1700). 1987. 394 pages, illustrations. ISBN 978-3-87320-575-8
- 76 Carl Gregor Herzog zu MECKLENBURG: International Bibliography of Jazz Books. Compiled with the assistance of Norbert RUECKER. II: 1950–1959. 1988. 106 Seiten. ISBN 978-3-87320-576-5. Bände I & II: Cf N° 49 & N° 67.
- 77 Volker KALISCH: Entwurf einer Wissenschaft von der Musik: Guido Adler. 1988. x, 374 Seiten. ISBN 978-3-87320-577-2
- 78 Wolfgang LAADE: Musik und Musiker in Märchen, Sagen und Anekdoten der Völker Europas. Eine Quellensammlung zum Problemkreis »Musik als Kultur«. I. Mitteleuropa. 1988. 232 Seiten, 15 Abbildungen. ISBN 978-3-87320-578-9
- 79 Rudolf BOSSARD: Giovanni Legrenzi – Il Giustino. Eine monographische Studie. 1988. 366 Seiten, eine Abbildung und etliche Notenbeispiele. ISBN 978-3-87320-579-6
- 80 Jean DURING: La musique traditionnelle de l'Azerbayjan et la science des muqâms. 1988. 220 pages, 2 cartes, musique notée. ISBN 978-3-87320-580-2
- 81 Robert DETERMANN: Begriff und Ästhetik der »Neudeutschen Schule«. Ein Beitrag zur Musikgeschichte des 19. Jahrhunderts. 1989. 220 Seiten. ISBN 978-3-87320-581-9
- 82 Christian MEYER: Sources manuscrites en tablature. Luth et théorbe (c.1500–c.1800). Catalogue descriptif. Manuscript Sources in Tablature. Lute and Theorbo. A Descriptive Inventory. Tabulaturen in Handschriften. Laute und Theorbe. Beschreibendes Verzeichnis. I: Confoederatio Helvetica. France. 1991. xxiv, 170 pages. ISBN 978-3-87320-582-6
- 83 Beverly Jung SING: Geistliche Vokalkomposition zwischen Barock und Klassik. Studien zu den Kantatendichtungen Johann Gottfried Herders in den Vertonungen Johann Christoph Friedrich Bachs.1992. 408 Seiten, zahlreiche Notenbeispiele. ISBN 978-3-87320-583-3
- 84 Jürgen HEIDRICH: Die deutschen Chorbücher aus der Hofkapelle Friedrichs des Weisen. Ein Beitrag zur mitteldeutschen geistlichen Musikpraxis um 1500. 1993. XXIV, 468 Seiten, mit zahlreichen Abbildungen, Tabellen und Noten. ISBN 978-3-87320-584-0
- 85 Alfred WENDEL: Eine studentische Musiksammlung der Reformationszeit. Die Handschrift Misc. 236a-d der Schermar-Bibliothek in Ulm. 1993. xii, 236, 218 Seiten Text, 194 Seiten Noten-Edition. ISBN 978-3-87320-585-7
- 86 Ulrich ASPER: Hans Georg Nägeli; Réflexions sur le chœur populaire, l'éducation artistique et la musique de l'église. 1994. 178 pages. ISBN 978-3-87320-586-4
- 87 Christian MEYER: Sources manuscrites en tablature. Luth et théorbe (c.1500–c.1800). Catalogue descriptif. Manuscript Sources in Tablature. Lute and Theorbo. A Descriptive Inventory. Tabulaturen in Handschriften. Laute und Theorbe. Beschreibendes Verzeichnis. II : Bundesrepublik Deutschland. 1994. XXX, 322 pages. ISBN 978-3-87320-587-1
- 88/89 	Christian ESCH: »Lucio Silla«. Vier Opera-Seria-Vertonungen aus der Zeit zwischen 1770 und 1780. 1994. Band I: Abhandlung. XVI, 362 Seiten. Band II: Anhänge, Notenbeispiele, Partituren. (164) Seiten. ISBN 978-3-87320-588-8
- 90 Christian MEYER: Sources manuscrites en tablature. Luth et théorbe (c.1500–c.1800). Catalogue descriptif. Manuscript Sources in Tablature. Lute and Theorbo. A Descriptive Inventory. Tabulaturen in Handschriften. Laute und Theorbe. Beschreibendes Verzeichnis. III/1: Österreich. 1997. xxii, 148 pages. ISBN 978-3-87320-590-1
- 91 Christian MEYER: Musica plana Johannis de Garlandia. Introduction, édition et commentaire. Avec fac-similé du ms. Cofre 18. 1998. xvi, 170 pages, musique notée. ISBN 978-3-87320-591-8
- 92 Wilhelm HAFNER: Das Orgelwerk von Jehan Alain (1911–1940) und sein Verhältnis zur französischen Orgelmusik des 20. Jahrhunderts. 2000. xii, 584 Seiten, 285 Notenbeispiele. ISBN 978-3-87320-592-5
- 93 Christian MEYER: Sources manuscrites en tablature. Luth et théorbe (c.1500–c.1800). Catalogue descriptif. Manuscript Sources in Tablature. Lute and Theorbo. A Descriptive Inventory. Tabulaturen in Handschriften. Laute und Theorbe. Beschreibendes Verzeichnis. III/2: République Tchèque, Hongrie, Lituanie, Pologne, Fédération de Russie, Slovaquie, Ukraine. 1999. XXX, 266 pages. ISBN 978-3-87320-593-2
- 94 Robert WEEDA: L'«Église des français» de Strasbourg (1538–1563). Rayonnement européen de sa Liturgie et de ses Psautiers. 2004. 176 pages, 11 illustrations, musique notée. ISBN 978-3-87320-594-9
- 95 Antonius BITTMANN: Max Reger and Historicist Modernisms. 2004. 320 pages, musical notation. ISBN 978-3-87320-595-6
- 96 Heinrich FABER: Compendiolvm mvsicæ pro incipientibvs. Achevé en 1548. Édité sous la direction de Olivier TRACHIER. Avec le fac-similé de la première édition Leipzig: Wolfgang Günther, 1551 (32pp). 2005. 156 pages ISBN 978-3-87320-596-3
- 97 Luca LOMBARDI: Construction of Freedom and other writings. Translated by Thomas DONNAN and Jürgen THYM. With Lists of the Composer’s Writings and Works by Gabriele BECHERI, edited by Jürgen Thym. 2006. 632 pages, musical notation in 57 illustrations. ISBN 978-3-87320-597-0
- 98 Music and the Construction of National Identities in the 19th Century / Musique et construction des identités nationales au XIXe siècle / Musik und die Konstruktion nationaler Identitäten im 19. Jahrhundert. Edited by Beat A. FÖLLMI, Nils GROSCH and Mathieu SCHNEIDER. Actes du Colloque international Strasbourg, Université Marc-Bloch, 18-19 octobre 2007. 2010. 348 pp., 10 illustrations, 28 examples of music. ISBN 978-3-87320-598-7
- 99/100 René DEPOUTOT: Musique en Lorraine aux XVIIe et XVIIIe siècles: NANCY. Les hommes – Dictionnaire biographique. 2013. Tome I: A–K. VI, 418 pages, tome II: L–Z. IV, 452 pages. ISBN 978-3-87320-599-4
- 101 »… unsere Kunst ist eine Religion …« Der Briefwechsel Cosima Wagner – Hermann Levi. Herausgegeben von Dieter STEIL. 2018. 874 Seiten, 13 Abbildungen, zahlreiche Notenbeispiele. ISBN 978-3-87320-601-4
- 102 Wilhelm HAFNER: Das Orgelwerk von André Fleury (1903-1995) und sein Verhältnis zur französischen Orgelmusik des 20. Jahrhunderts. 2021. xiv, 470 Seiten, 9 Abbildungen, 200 Notenbeispiele. ISBN 978-3-87320-602-1
- 103 Music, A Connected Art / Die Illusion der absoluten Musik. A Festschrift for Jürgen Thym on His 80th Birthday edited by Ulrich J. BLOMANN, David B. LEVY, Ralph P. LOCKE, and Frieder REININGHAUS. 2023. 368 pages, 25 illustrations, 35 music examples, 2 compositions. ISBN 978-3-87320-603-8